# Bildnis Papst Julius II.

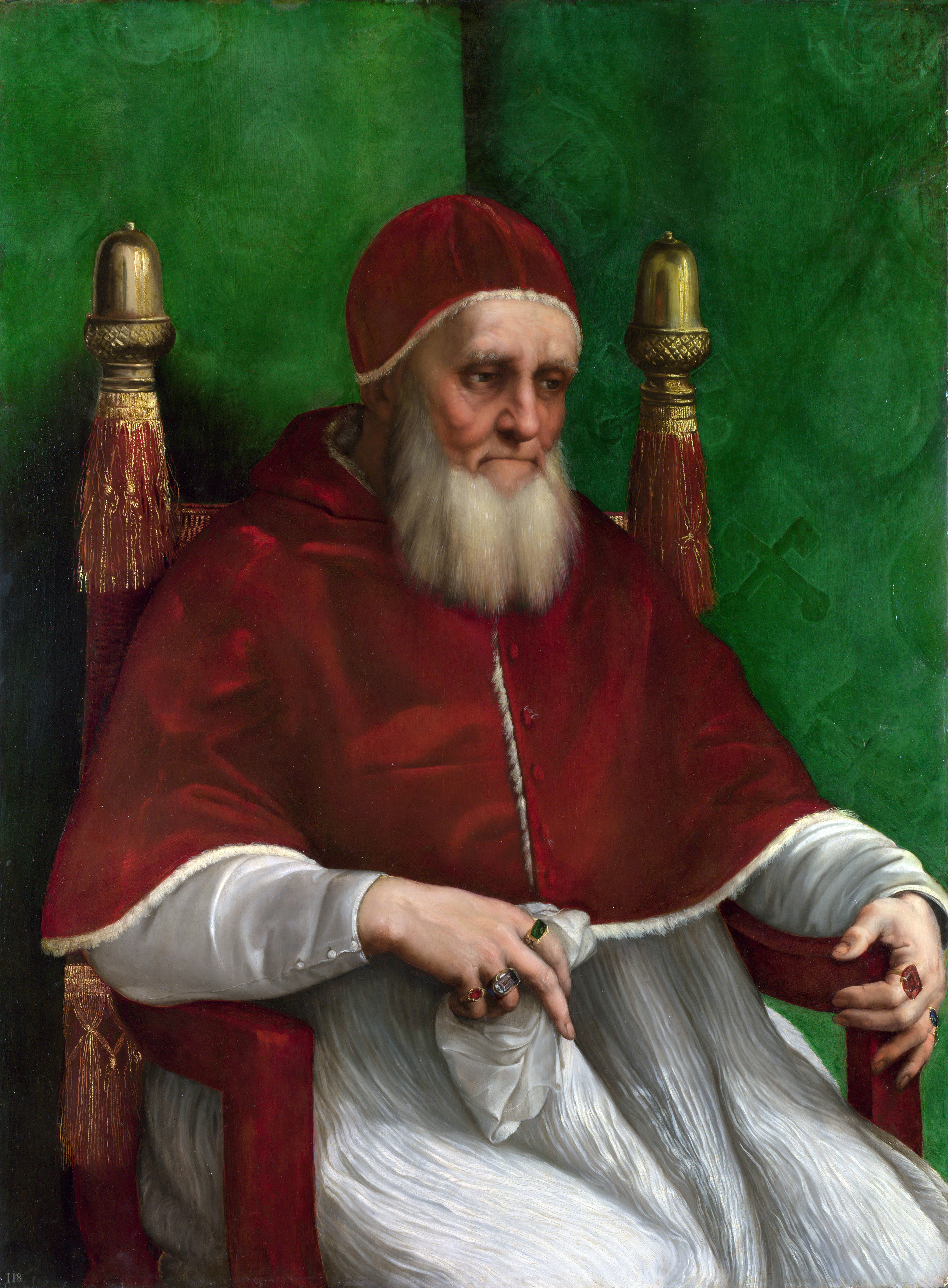
Porträt Julius’ II., National Gallery, London

Das Bildnis Papst Julius’ II. ist ein Gemälde von Raffael, das 1511 in Rom entstanden ist.
Vasari schreibt über Raffaels Porträt in seinen Vite:

„Damals malte er das Porträt von Julius II. in Öl ähnlich und lebendig, dass es dem Beschauer die gleiche Ehrfurcht einflößte, die er beim Anblick des Papstes selbst empfunden hätte.“

Es gibt mindestens drei Fassungen des Bildes. Die nach heute überwiegender Ansicht als Original angesehene Version befindet sich in der National Gallery in London, weitere in den Uffizien in Florenz und im Städel-Museum in Frankfurt am Main. Wie groß dabei der Anteil Raffaels oder seiner Werkstatt an welchem Bild ist, bleibt unter Kunsthistorikern umstritten. Für keines der drei Bilder gibt es eine lückenlose Provenienz. 
Laut dem venezianischen Chronisten Marin Sanudo war das Bild im September 1513 in Santa Maria del Popolo ausgestellt, was von Vasari in beiden Ausgaben seiner Vite bestätigt wird. 1591 ging das Bild in den Besitz Kardinal Sfondratis, eines Neffen Gregors XIV. über, der es zweimal vergeblich verkaufen wollte. 1633 tauchte es in einem Inventar der Sammlung Borghese auf, und mehrere Reisende des 18. Jahrhunderts schrieben in ihren Reiseberichten, dass sie das Bild dort gesehen hätten. Danach versiegen die schriftlichen Quellen, bis 1704, als in den Uffizien ein Julius-Porträt Raffaels inventarisiert war.
1823 erschien ein Julius-Porträt Raffaels im Inventar der Sammlung des britischen Bankiers John Julius Angerstein (1732–1823), das nach dessen Tod erstellt wurde, heute überwiegend als Original erkannte Version der National Gallery in London.

## Historischer Hintergrund

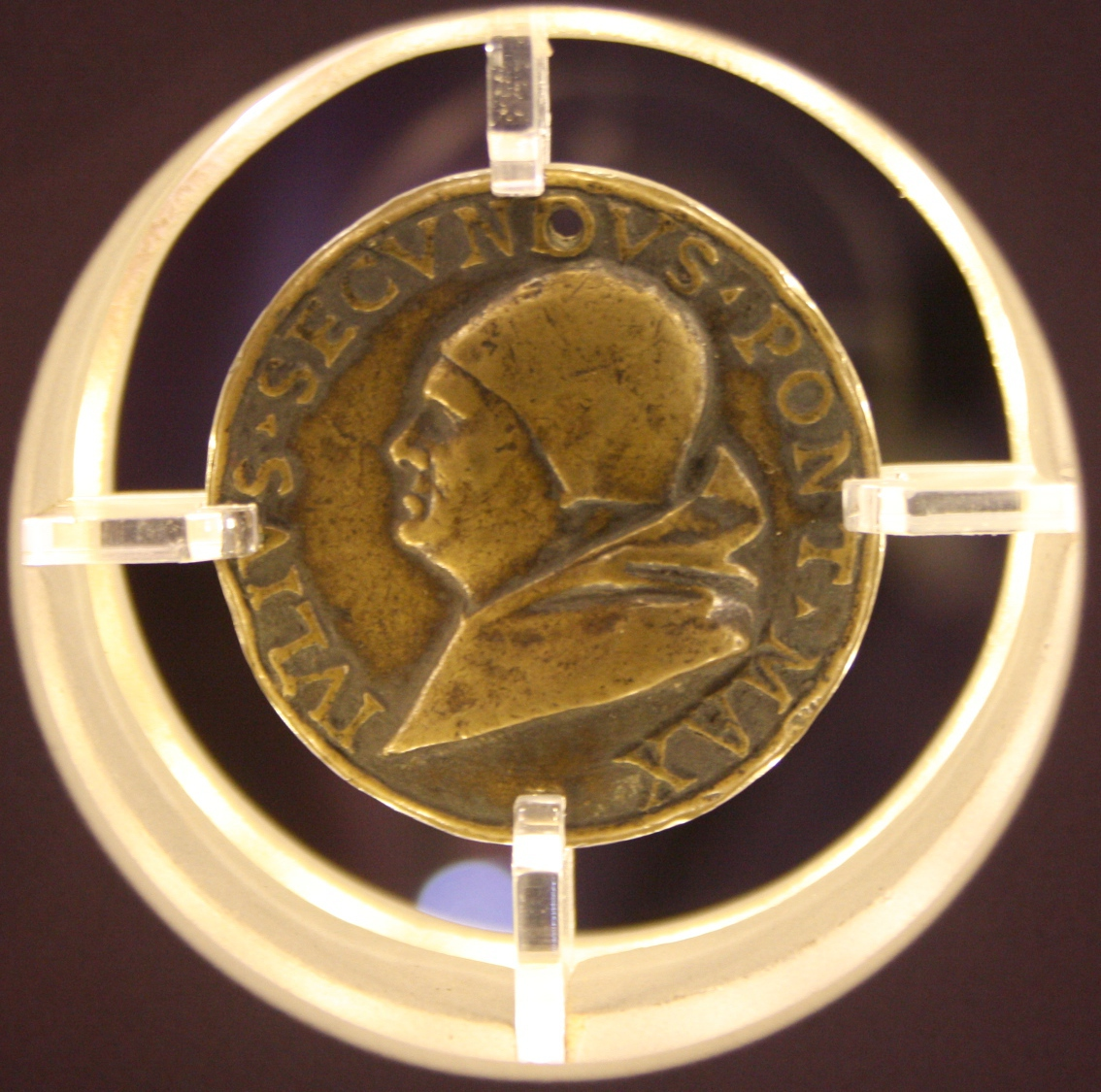
Papst Julius II. auf einer Medaille von 1506

1503 wurde Giuliano della Rovere zum Papst gewählt und nahm den Namen Julius II. an. Politisch war es eine Zeit kriegerischer Auseinandersetzungen um die Vorherrschaft in Italien, bei denen der Kirchenstaat, die Republik Venedig, Ludwig XII. von Frankreich und Kaiser Maximilian als Akteure beteiligt waren. Nachdem die Venezianer bei Agnadello unter aktiver Beteiligung des Papstes eine empfindliche Niederlage erlitten hatten, Teile ihres Territoriums an den Kirchenstaat abgeben mussten, aber auch vom päpstlichen Verdikt befreit worden waren, wechselte Julius die Bündnispartner, um nun gemeinsam mit Venedig, den Eidgenossen, Maximilian, dem König von Aragonien und ab 1511 auch mit den Engländern unter Heinrich VIII. die Franzosen aus Italien zu vertreiben. Ab Oktober 1510 ließ sich Julius als erster Papst seit über 150 Jahren einen Bart stehen, den er sich erst im März 1512 wieder abnehmen ließ, als er seine Oberitalienpolitik auf einem guten Weg sah.
1508 war Raffael auf Empfehlung Donato Bramantes nach Rom gekommen, 1509 begann er mit der Ausmalung der Stanzen, dazu kamen neben den Projekten Sixtinische Madonna und Madonna von Foligno, Aufträge von Seiten Chigis zur Ausstattung der Chigikapelle in Santa Maria del Popolo. Raffael und seine Werkstatt waren also zu dem Zeitpunkt, als das Papstporträt bestellt wurde, voll ausgelastet.

## Das Florentiner Porträt
Daten
Tempera auf Holz, 108,5 × 80 cm
Das Bild tauchte zum ersten Mal in einem Inventar der Borghese von 1631 auf. Es befand sich nach Angaben der Uffizien vor 1631 in der Sammlung der Herzöge von Urbino. Ab 1704 wurde das Bild in den Uffizien aufbewahrt. Bis 1970, als Cecil Gould seinen Aufsatz in Apollo veröffentlichte, galt das Florentiner Bild, das 1975 einer Restaurierung unterzogen wurde, als Original von Raffael.  Das Verzeichnis der Florentiner Museen führt das Bild als Kopie Raffaels und seiner Werkstatt an.

## Das Londoner Porträt
Daten
108.7 × 81 cm, Öl auf Pappelholz
Das Bild kam 1824 mit der Sammlung John J. Angersteins in den Besitz der National-Gallery. Bis zur Untersuchung durch dessen stellvertretenden Direktor Cecil Gould (1918–1994) von 1970 galt es als Werkstattkopie des Florentiner Originals. Goulds Zuschreibung als Raffaels Original wird von Konrad Oberhuber, Kunsthistoriker und ehemaliger Direktor der Albertina, und der heute überwiegenden Meinung gestützt, von dem amerikanischen Kunsthistoriker James Beck zurückgewiesen, der das Bild für eine Werkstatt-Kopie des Florentiner Originals durch Gianfrancesco Penni hält. Für die Zuschreibung als Original sprechen die Borghese Inventarnummer und der veränderte Hintergrund. Die National Gallery zeigt das Bild in Raum 8 ihrer ständigen Ausstellung.

## Das Frankfurter Porträt
Daten
Öl auf Pappelholz 106 × 78,4 cm
Die Provenienz dieses Bildes lässt sich lückenlos ab 1905 nachweisen. 1909/10 kaufte es der New Yorker Künstler und Restaurator Arthur Dawson (1858–1922), der es nach der Restaurierung als echten Raffael propagierte. 1914 ging es an einen amerikanischen Sammler, der das Bild in Europa mit dem Florentiner Bild vergleichen ließ. Während des Kriegs erwarb es ein Wiener Bankier, dessen Erben es 2007 zur Versteigerung ins Wiener Dorotheum gaben. Laut Katalog hatte das Bild einen Schätzpreis zwischen 8000 und 12000 Euro, sei in der Vergangenheit sowohl Raffael als auch Sebastiano del Piombo zugeschrieben worden, wurde als Kopie Raffaels angeboten, konnte aber in der Auktion nicht verkauft werden. 2011 erwarb das Städel das Bild zu einer bisher nicht genannten Summe.

## Kopien

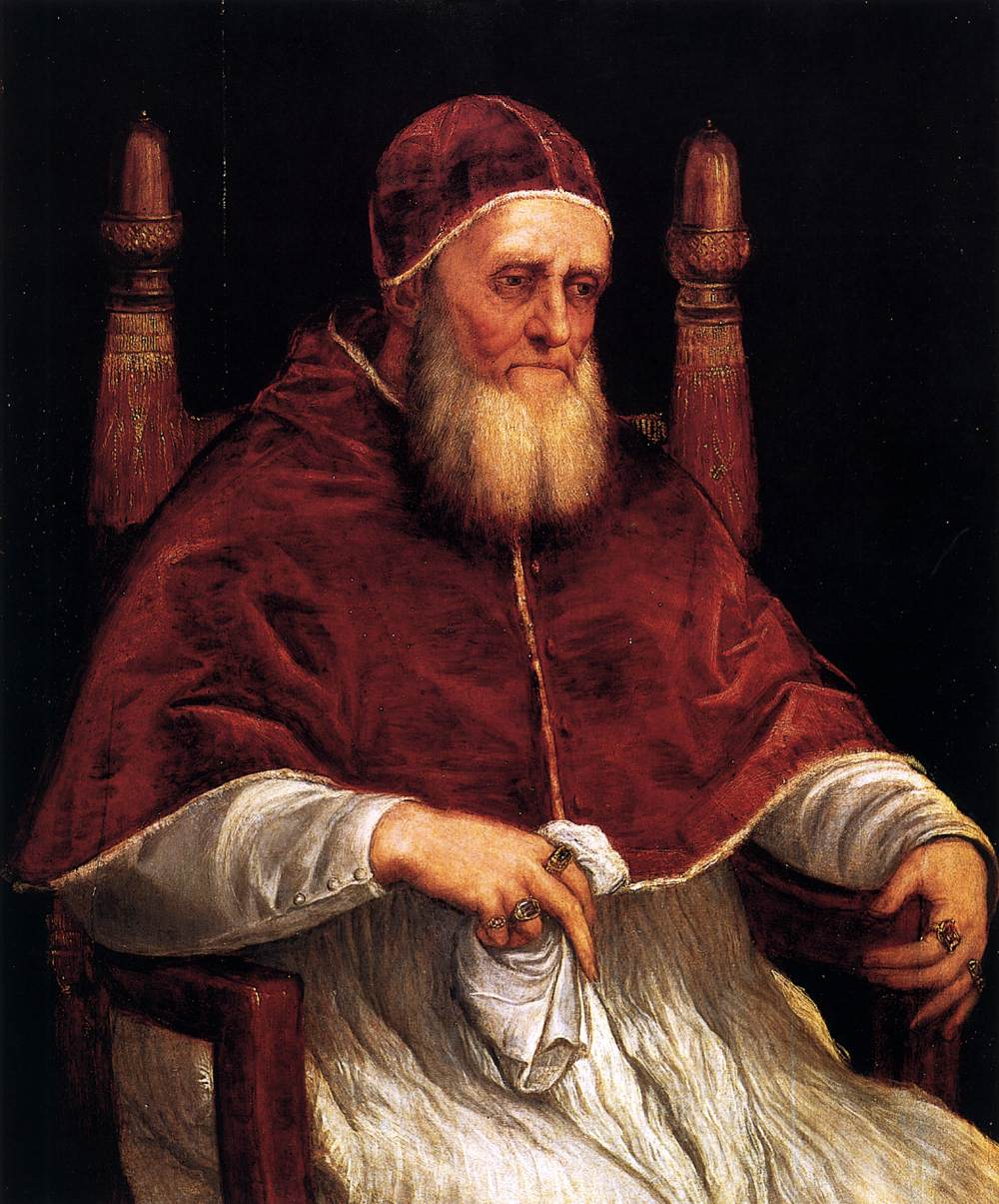
Porträt Julius’ II. im Palazzo Pitti

### Das Porträt im Palazzo Pitti
Daten
82 × 99 cm, Öl auf Leinwand, um 1545/46, Tizian zugeschrieben

### Das Berliner Porträt
Daten
Öl auf Leinwand, 95,5 × 82,5 cm.
Die Staatlichen Museen in Berlin besitzen ein Porträt, das von der Kunstwissenschaft übereinstimmend als Werkstatt-Kopie gewertet wird. Vorbesitzer war der Marchese Vincenzo Giustinian, aus dessen Sammlung 160 Bilder 1815 an König Friedrich Wilhelm III. von Preußen verkauft wurden, die mittlerweile in der Berliner Gemäldegalerie, in Sanssouci und im Neuen Palais in Potsdam ausgestellt sind. Unter den Neuerwerbungen befand sich auch dieses Papstbildnis.
In einem Post-mortem-Inventar der Giustinian-Sammlung von 1638 wird das Bild als eigenhändig bezeichnet, wurde später Giulio Romano zugeschrieben und gilt heute als Werkstattkopie.

## Rezeption
Raffaels Julius-Porträt gilt als Schlüsselwerk für das repräsentative Papstporträt der folgenden Jahrhunderte. In der Gegenwartskunst fand es ein spätes Echo in Francis Bacons Porträt-Serie Papst Innozenz’ X. nach Velazquez.

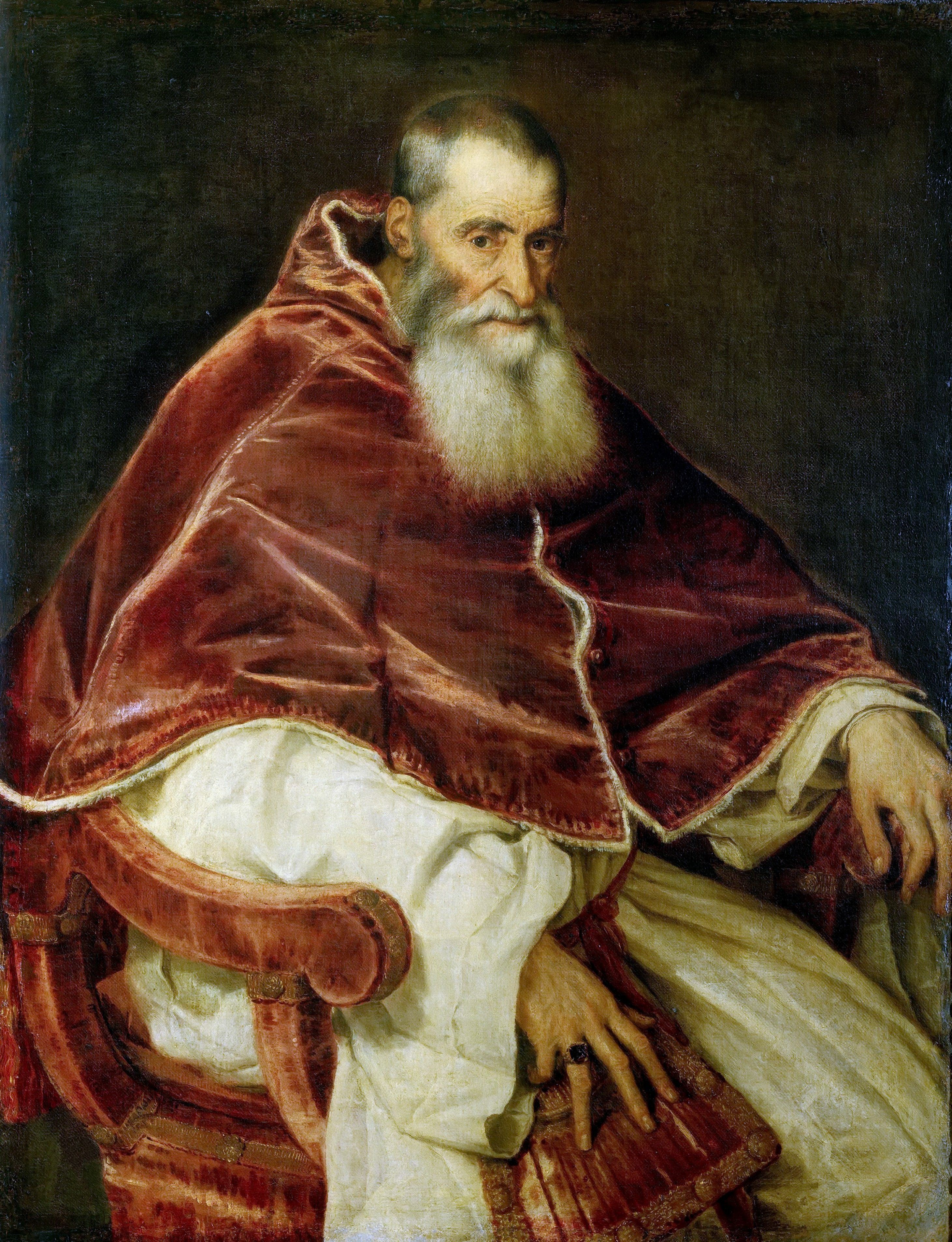
Tizian: Paul III., 1543, Museo di Capodimonte
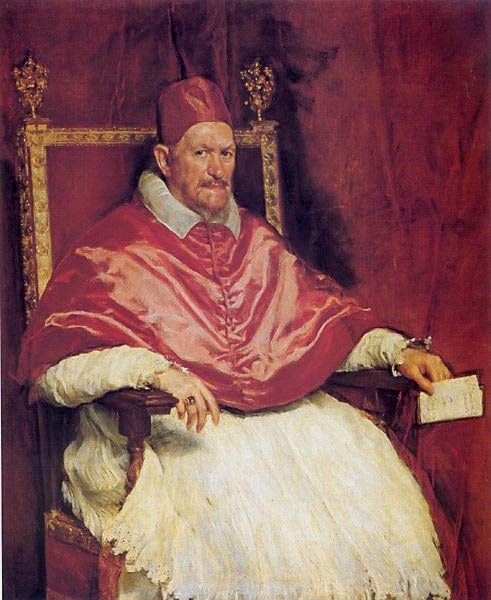
Diego Velázquez: Innozenz X., 1649–50, Galleria Doria Pamphilj
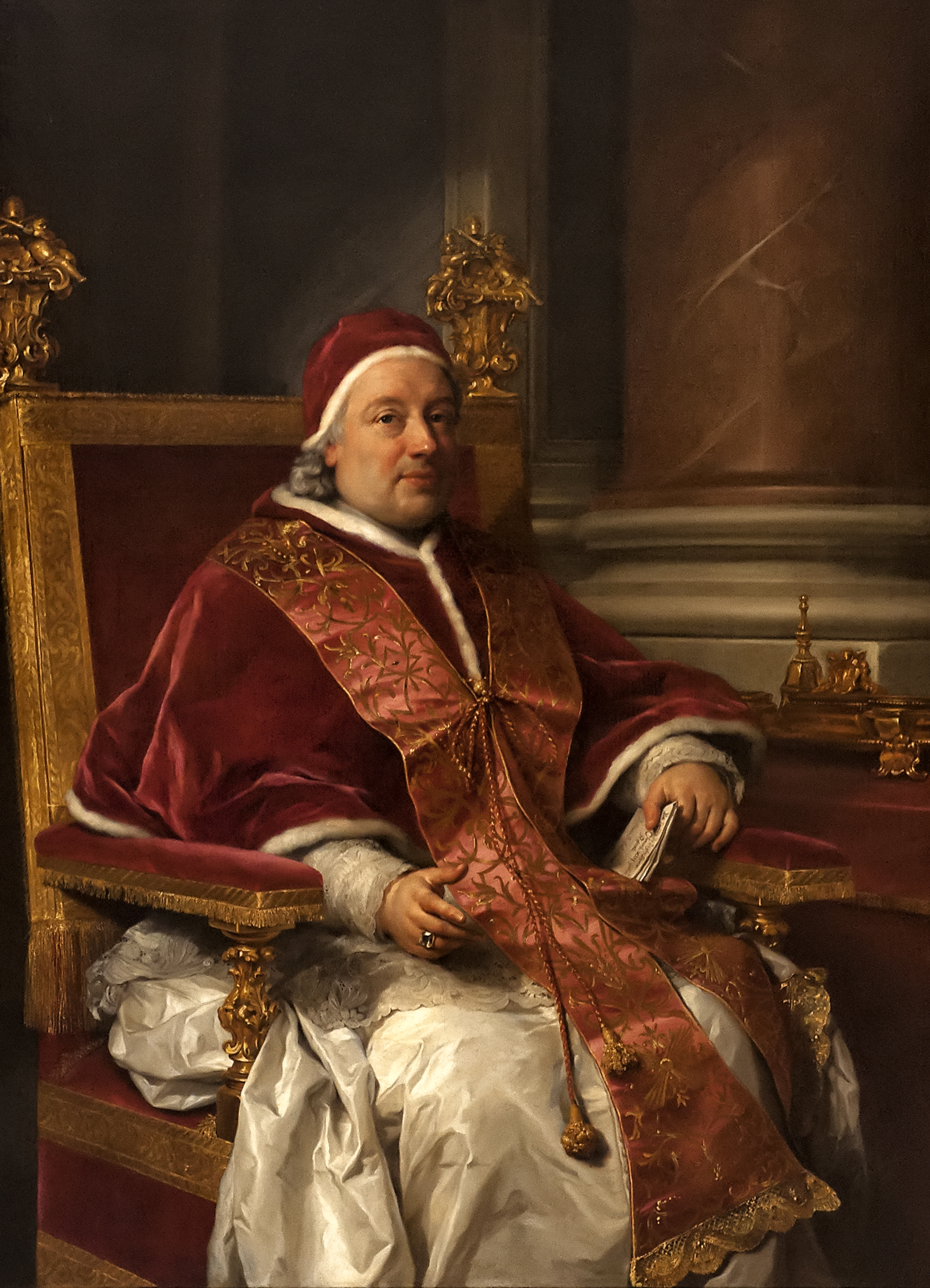
Anton Raphael Mengs: Clemens XIII, 1758, Pinacoteca Nazionale di Bologna
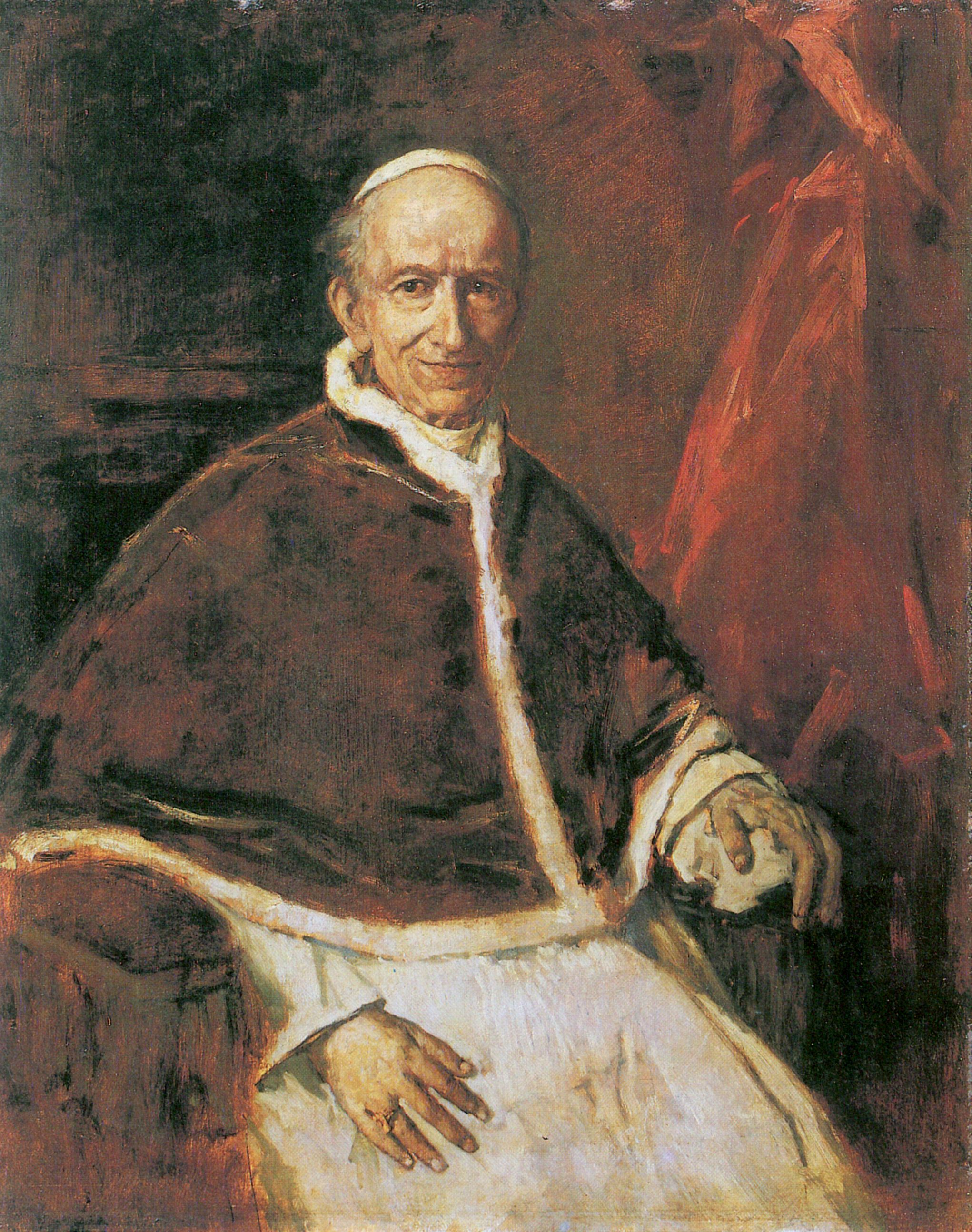
Franz von Lenbach: Leo XIII., um 1885
Pius IX., Fotografie um 1900
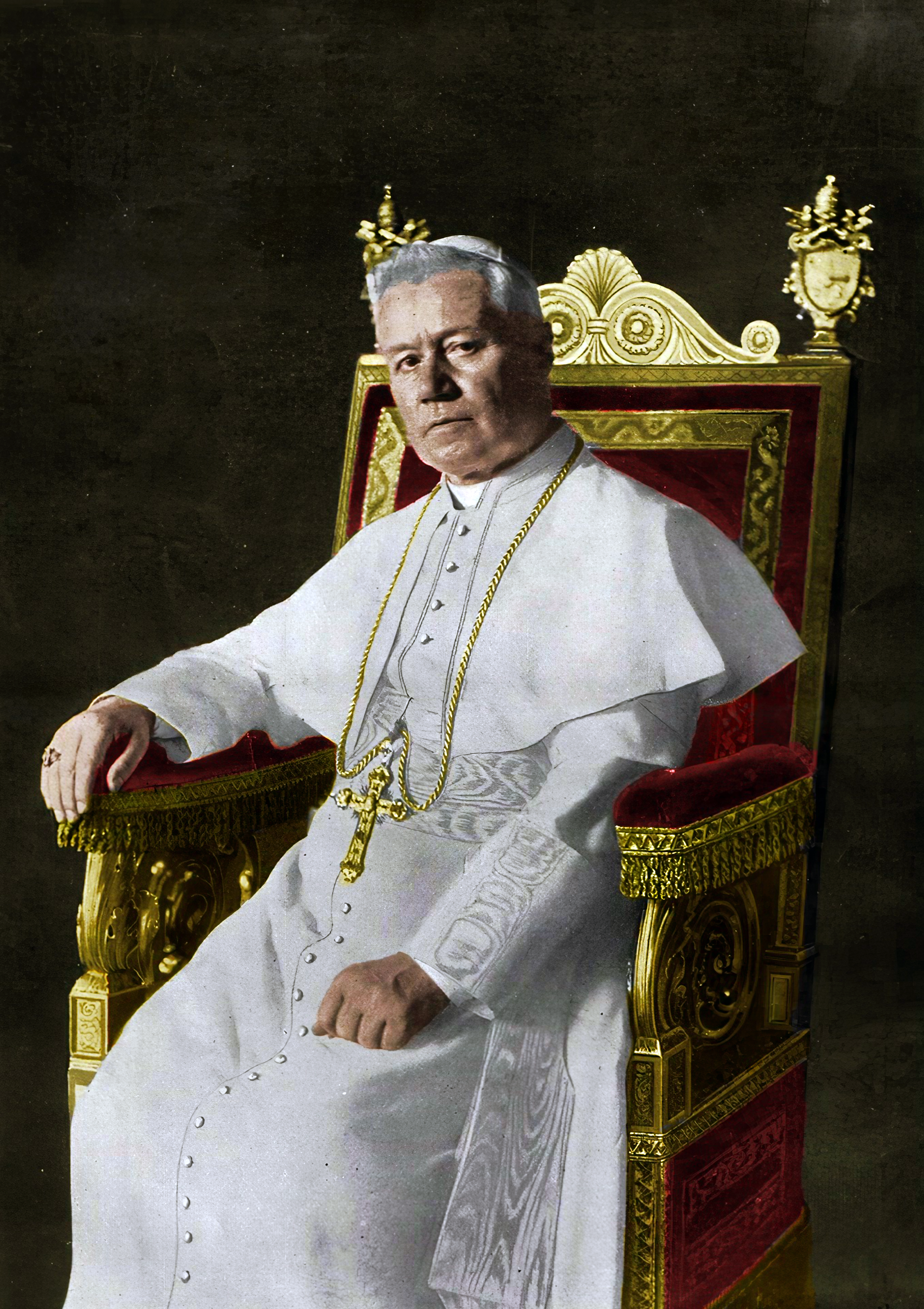
Francesco De Federicis: Pius X., nachkolorierte Fotografie, 1903